# Ятченко, Евгений Иванович
Евге́ний Ива́нович Я́тченко (род. 25 августа 1986, Москва, СССР) — российский футболист, крайний защитник. Мастер спорта России.

## Карьера
Воспитанник СДЮШОР московского «Динамо». Выступал в основном за дублирующий состав. В 2006 году сыграл 2 матча в Премьер-лиге. В 2007 году было заявлено о передаче Евгения в аренду в нальчикский «Спартак» вместе с братом Дмитрием, однако на 2007 год «Спартак» заявил только Дмитрия, а Евгений был заявлен клубом «Металлург-Кузбасс». В марте 2009 года подписал контракт с «Уралом». В 2010 году перешёл на правах аренды в «Волгарь-Газпром». 19 декабря 2011 года пополнил ряды «Шинника». В 2018—2020 годах защищал цвета «Мордовии». Сезон 2020/21 провёл в клубе «Олимп-Долгопрудный». Завершил карьеру в 2021 году в «Алашкерте».

## Личная жизнь
Брат-близнец футболиста Дмитрия Ятченко.

## Достижения
- Победитель зоны «Запад» Второй лиги: 2020/21